# Abizanda
Abizanda è un comune spagnolo di 151 abitanti situato nella comunità autonoma dell'Aragona.
Fa parte della comarca del Sobrarbe.
Nel paese venne eretta, nell'XI secolo, una poderosa torre difensiva in perfetto stato di conservazione che ospita, soprattutto durante il periodo estivo, esposizioni e mostre di vario tipo.